# Большой Конюшковский переулок
Большо́й Конюшко́вский переу́лок — улица в центре Москвы в Пресненском районе между Малым Конюшковским переулком и Баррикадной улицей.

## История
В этом районе с конца XVII века располагался патриарший конюшенный двор, на месте которого в XIX века возникла улица и одноимённые переулки. Вероятно, название возникло не прямо от конюшен, а через имя местности Конюшки. Ранее название Большого Конюшковского переулка употреблялось в форме Большие Конюшки. В доме № 27, снесённом при строительстве высотного здания, в 1825 году жил В. К. Кюхельбекер; в студенческие годы в доме № 14 жил выдающийся русский хирург и анатом Н. И. Пирогов.

## Примечательные здания и сооружения
- № 27а — жилой дом. Здесь жил актёр Виктор Гвоздицкий[2].

## Описание
Большой Конюшковский переулок начинается от Малого Конюшковского и Кудринского переулков и фактически просто огибает с юга и запада высотное здание на Кудринской площади, после чего выходит на Баррикадную улицу.